# Бендер: Начало
«Бендер: Начало» — российский художественный фильм 2021 года, приквел «Двенадцати стульев» от продюсерской компании «Среда». Главные роли в нём сыграли Сергей Безруков и Арам Вардеванян. Картина стала первой частью целого цикла и получила неоднозначные отзывы критиков. После неё вышли два продолжения, «Бендер: Золото империи» и «Бендер: Последняя афера».

## Сюжет
Фильм стал приквелом романа Ильфа и Петрова «Двенадцать стульев». Его действие происходит в России, охваченной Гражданской войной, в 1919 году. В августе 1919 года американский бизнесмен Арманд Хаммер встречается в Москве с членом Советского правительства Львом Троцким и договаривается о продаже ему за миллион долларов драгоценного жезла графа Румянцева. Троцкий отправляет жезл с курьером на поезде в город Солнечноморск для последующей переправки в румынскую Констанцу.
Тем временем сельские жители собираются повесить афериста Ибрагима Бендера. Бендеру удаётся сбежать и запрыгнуть на проезжающий поезд — тот самый, в котором везут реликвию. На поезд нападает банда махновцев, курьер перед гибелью успевает спрятать жезл в одном из гробов в багажном вагоне. Бендер случайно узнаёт об этом и по приезде в Солнечноморск пытается вломиться в похоронное бюро. Его ловит начинающий артист Остап Задунайский, влюблённый в дочь главы бюро Соню. Юный идеалист Ося и отпетый мошенник Ибрагим решают вместе украсть драгоценный жезл. В дальнейшем Ибрагим и и Остап становятся союзниками; к тому же выясняется, что первый может быть биологическим отцом второго.

## В ролях
- Сергей Безруков — Ибрагим Сулейман Берта-Мария Бендер-бей
- Арам Вардеванян — Остап Задунайский[9]
- Никита Кологривый — Мишка Япончик
- Юлия Макарова — Соня Сагалович
- Таисия Вилкова — Ева Махульская, аферистка
- Максим Белбородов — Беня
- Александр Цекало — Марк Сагалович
- Юлия Рутберг — Мадам Сагалович
- Ольга Сутулова — Мария Федоровна Задунайская, мама Оси[10]
- Александр Ильин — Мендель Винницкий, отец Мишки Япончика
- Артём Ткаченко — штабс-капитан Мишин-Аметистов, военный комендант Солнечноморска
- Иван Кокорин — Могилюк и его брат-близнец
- Гарик Харламов — Валиадис, хозяин кафе Шантан
- Алексей Дмитриев — аферист-«барон»
- Георгий Штиль — Фукс
- Наталья Бочкарёва — Нонна Циц
- Юрий Колокольников — Григорий Котовский
- Павел Деревянко — Нестор Махно[11]
- Андрей Лёвин — Лев Троцкий
- Рихард Лэперс — мистер Арманд Хаммер

## Создание и оценки
Фильм был снят компанией Sreda, принадлежащей Александру Цекало, и телеканалом «Россия-1». Режиссёром картины стал Игорь Зайцев. 24 мая 2021 года вышел первый трейлер, вызвавший неоднозначные отклики зрителей. 24 июня состоялась премьера фильма. «Бендер: Начало» стал первой частью цикла, за которой последовала картина «Бендер: Золото империи», а позже, минуя кинотеатры, вышел «Бендер: Последняя афера». Предполагалось, что впоследствии будет создан единый сериал об Остапе Бендере. Премьера первой части кинофраншизы в федеральном телевизионном эфире состоялась 11 февраля 2022 года на канале «Россия-1».
Обозреватель «Известий» Сергей Сычёв назвал «Бендера: Начало» «увлекательным и нестыдным кино». При этом он отметил, что картина в корне отличается от экранизаций романов Ильфа и Петрова и является скорее фанфиком «Пиратов Карибского моря»; Безруков здесь воспроизводит образ Джека Воробья, а персонаж Вардеваняна выглядит ещё более бледно, чем герой Орландо Блума в «Пиратах». Отмечалось сходство фильма с «Короной Российской империи», с комедийными вестернами. Рецензент «РИА Новости» охарактеризовал картину как «бодрый и наглый пастиш», уточнив, что «в этом на самом деле ничего страшного нет: в кинематографе воровство — уважаемая традиция, здесь важно не то, откуда украли, а куда». По его словам, фильм «сделан бесстыдно, с аферистским прищуром, и это оказывается его главным достоинством».
Кинокритик издания «2х2.Медиа» Наталья Лобачёва высказалась более категорично: «…Впереди этой неловкости — ещё аж три части. Интересно, насколько много людей захотят посмотреть приквел легендарного комбинатора. Но ещё интереснее — сколько его захочет досмотреть». Наталия Григорьева из «Независимой газеты» посчитала фильм «зрительским, развесёлым, даже хулиганским, но ничуть не оскорбляющим классику».